# Seznam nemških grafikov
Seznam nemških grafikov.

## A
- Otl Aicher
- Anni Albers (1899-1994) (tekstil)
- Joseph Albers (1888-1976)
- Otmar Alt
- Jost Amman
- Horst Antes
- Gerd Arntz

## B
- Eduard Bargheer
- Willi Baumeister
- Max Beckmann
- Hannes Beer
- Peter Behrens
- Siegfried Detlev Bendixen
- Bernd Berner
- Karl Oskar Blase
- Paul Brockmüller?

## C
- Rolf Cavael
- Otto Coester (1902-1990)

## D
- Albrecht Dürer

## E
- Heinz Edelmann
- Heinrich Ehmsen
- Hans Rudi Erdt

## F
- Werner Fechner (1892 – 1973)
- Friedrich Kurt Fiedler
- Willy Fleckhaus

## G
- Julius E.F. Gipkens
- Günter Grass
- HAP Grieshaber (1909 – 1981)
- George Grosz (1893 – 1959)
- Lea Grundig (1906 – 1977)

## H
- Otto Herbert Hajek (1927 - 2005) (češko-nemški)
- Hans Hartung
- Erich Heckel (1883 - 1970)
- Oswald Herzog
- Werner Heuser
- Gerhard Hoehme
- John Heartfield (prv. Helmut Herzfeld) (1891 – 1968)
- Ludwig von Hofmann
- Günter Horn (1935 -)

## I
- Jörg Immendorff (1945 - 2007)

## K
- Peter Kampehl (1947 -)
- Alexander Kanoldt
- Max Kaus
- Konrad Klapheck
- Max Klinger (1857 - 1920)
- Hugo Krayn (1885 - 1919)
- Bernhard Kretzschmar

## L
- Walter Leistikow
- Leo Leonhard
- Gertrud Lerbs-Bernecker
- Max Liebermann
- Sascha Lobe
- Markus Lüpertz

## M
- Franz Marc
- Gerhard Marcks (1889 – 1981)
- Ewald Mataré
- Wolfgang Mattheuer
- Carlo Mense
- Harald Metzkes (1929 -)
- Paul Friedrich Meyerheim
- Arno Mohr (1910 – 2001)
- Manfred Mohr (1938 –) (pionir digitalne umetnosti)
- Johannes Molzahn

## N
- Georg Nees (1926–2016),  pionir računalniške umetnosti in generativne grafike
- Oskar Nerlinger

## O
- Ernst Oppler
- Fritz Overbeck (1869 - 1909)

## P
- Bernhard Pankok
- Ronald Paris (1933 -)
- Hans Purrmann

## R
- Franz Radziwill
- Christian Rohlfs
- Wilhelm Rudolph

## S
- Rolf Sackenheim
- Christian Schad
- Johann Gottfried Schadow
- Edwin Scharff
- Karl Friedrich Schinkel (1781 - 1841)
- Adolf Schinnerer
- Maria Anna Schneider (1919–1945)
- Maria Katharina Schneider-Esleben (1955-2002)
- Johann Heinrich Schönfeld
- Martin Schongauer
- Johann Wilhelm Schirmer
- Binette Schroeder
- Reiner Schwarz
- Kurt Schwitters
- Johann Baptist Seele
- Alma Siedhoff-Buscher
- Gunta Stölzl
- Franz von Stuck (1863 - 1928)

## T
- Wolf Traut
- Jan Tschichold

## U
- Hans Uhlmann (1900 - 1975)

## V
- Henry Vianden (1814–1899) (nemško-ameriški)
- Christoph Voll

## W
- Peter Weiss (1916 - 1982)
- Franz  Xaver Winterhalter (1805 – 1873)
- Fritz Wolf
- Gustav H. Wolff
- Heinrich Wolff
- Georg Wrba

## Z
- Hermann Zapf
- Heinrich Zille
- Mac Zimmermann